# Nesenbachviadukt

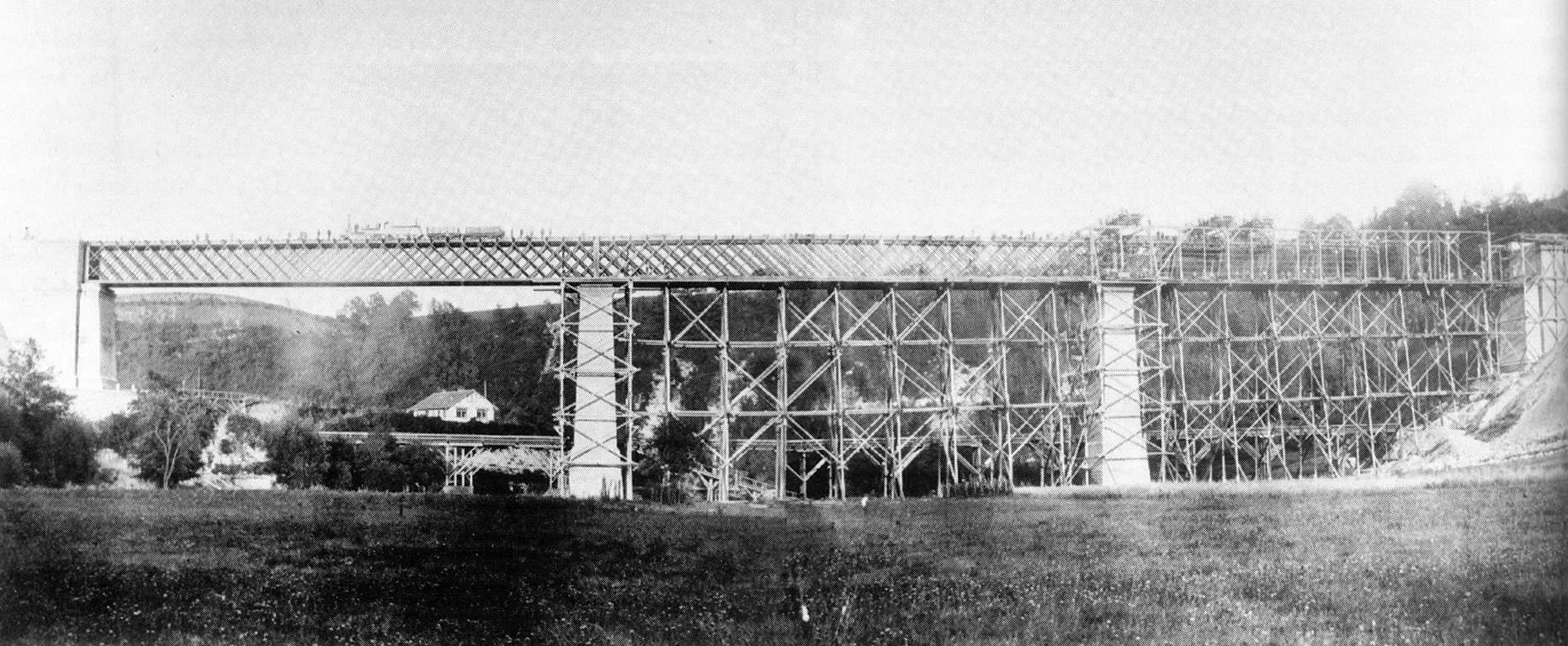
Bau des ersten Nesenbachviadukts (um 1877)

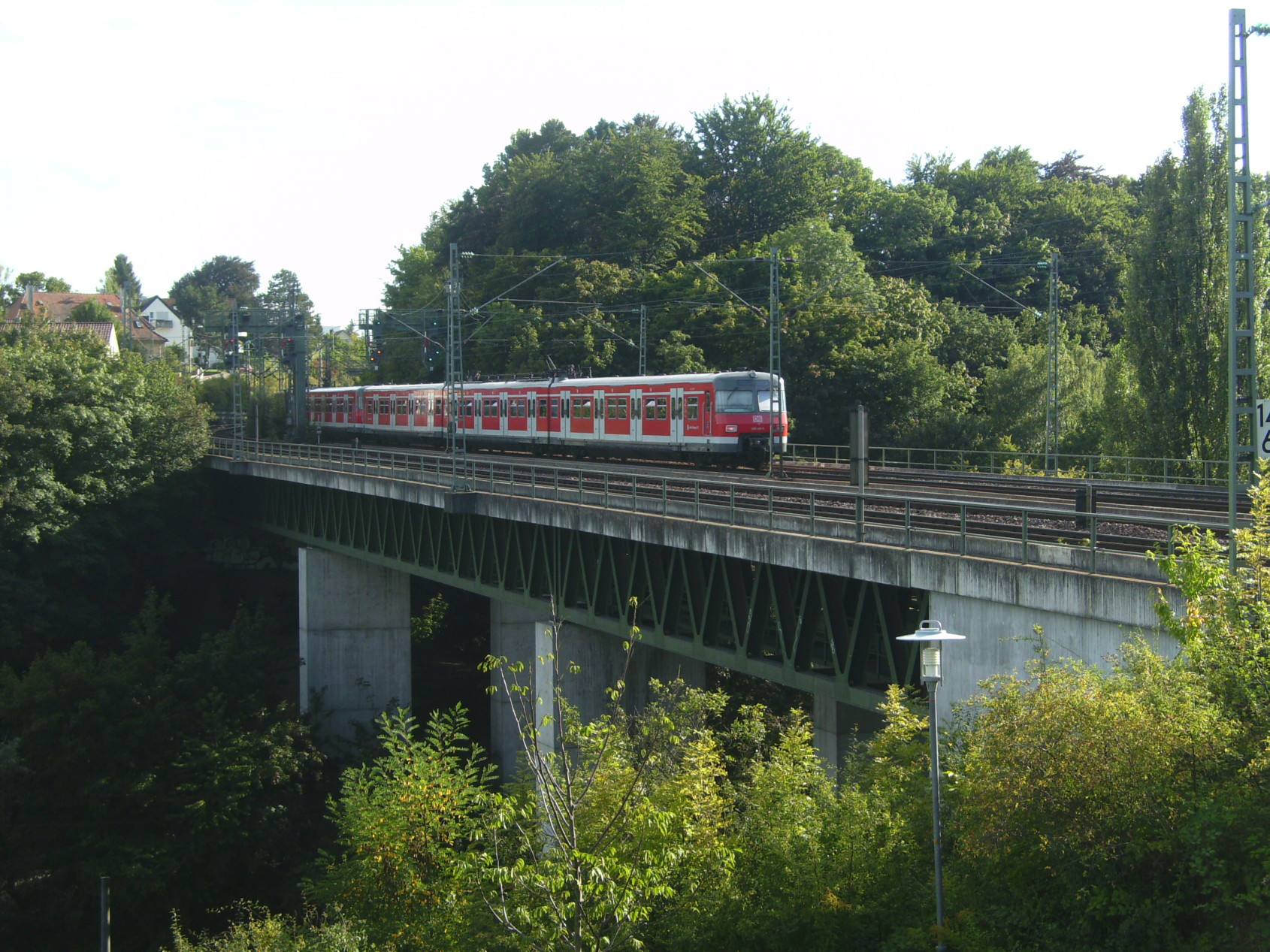
Nesenbachviadukt bei Stuttgart-Vaihingen, 2008

Der Nesenbachviadukt ist eine Brücke der Bahnstrecke Stuttgart–Horb über das Nesenbachtal bei Stuttgart-Vaihingen zwischen den Bahnhöfen Österfeld und Vaihingen.
Die alte Brückenkonstruktion aus zwei eingleisigen dreiteiligen Brückenüberbauten aus Stahlfachwerk mit zwei Mittelpfeilern wurde am 21. April 1945 zerstört. Sie wurde am 13. August 1946 eingleisig wieder in Betrieb genommen und erst ab 27. Mai 1959 zweigleisig befahrbar.
Im Rahmen der Ausbauarbeiten für die S-Bahn Stuttgart wurde die Strecke in diesem Abschnitt bis 1985 viergleisig ausgebaut. Deshalb musste der Nesenbachviadukt ebenfalls zu einem viergleisigen Bauwerk erweitert werden. Anstatt eine weitere zweigleisige Brücke zu bauen, wurde unter laufendem Betrieb die vorhandene Brücke abgebrochen und durch ein neues viergleisiges Bauwerk ersetzt, welches vom Erscheinungsbild her der alten Brücke gleicht. Die Brücke ist 111 Meter lang, die lichte Weite des Mittelteils beträgt 44 Meter und die Höhe ca. 30 Meter. Die Baukosten betrugen ca. 11 Mio. DM.
Parallel zum Nesenbachviadukt verläuft heute eine moderne Straßenbrücke, die die Nord-Süd-Straße, eine Umfahrung der Innenstadt von Vaihingen, über den Nesenbach führt.